# فری تون (ماساچوست)
فری تون(به انگلیسی: Freetown) شهرکی در شهرستان بریستول ایالت ماساچوست می‌باشد که در سال ۱۶۸۳ بنیان‌گذاری شده‌است. این شهرک در سرشماری سال ۲۰۱۰ میلادی، ۸٬۸۷۰ نفر جمعیت داشته‌است.